# Nabil Kanso
Nabil Kanso (1946, Beirut, Líbano, naturalizado estadounidense) é um pintor cujo trabalho reflecte composições figurativas de grande densidade e intensidade e em formato grande. Nos anos setenta, a Guerra do Vietname e a Guerra do Líbano têm afectado o desenvolvimento de seus temas dentro um conceito pictórico fortemente expressivo em evocar a destruição e devastação da guerra.

## Biografia
Frequentou escolas em Beirut e Londres. Em 1966, trasladou-se a Nova York e estudou arte, filosofia e ciência política na Universidade de Nova York. Em 1968, comprometeu-se à pintura, estabeleceu um estudo em Manhattan e embarcou no desenvolvimento de suas ideias e o método da pintura.
Entre 1971 e 1973, Kanso apresentou uma série de exposições individuais na Galería 76 em Nova York, exibindo obras cujas composições figurativas refletem características e influências expressionistas, românticas e simbolistas. A partir de 1974, suas obras centraram-se mais em questões de guerra, evoluindo para temas apocalípticos e expressões intensas da brutalidade e sofrimento humano. 
Em 1980, trasladou-se a Atlanta, onde estabeleceu um estúdio e realizou várias exposições. Em 1983, foi para a Venezuela e organizou exposições em Maracaibo (1985), Caracas (1987) e Mérida (1987-88). As exposições estimulou o lançamento e desenvolvimento de sua Jornada pela Paz em que suas obras se apresentaram através dos auspícios de museus de arte e instituições culturais em exposições que viajaram internacionalmente durante os anos oitenta e noventa. 
Suas obras abrangem várias séries, entre elas Vietname (1974), Líbano (1975-77), Um Minuto Hiroshima Nagasaki (1978-79), Praça dos Mártires, (1973-74), Jazz (1979), Fausto (1976-79), Líbano (1980-83), África do Sul (1980), Vision do Sonho (1980-81), Apocalipsis (1984), Ginetes Apocalípticos (1980-82), Otello (1985), Pinturas Fragmentadas, (1986-88), América: 500 Anos (1989-91), Memória Viva (1992-94), Teatro da Guerra (1990-96),  Deserto Tempestuoso (1991-92), Salomé (1984 e 1994-95), Retratos (1997-99), Torres (2001), Afeganistão (2002), Iraq (2004-06').
Kanso mostra seu trabalho, cobrindo o espaço de exposição com suas pinturas. A instalação que envolve o espectador tenta refletir o engajamento do artista com as obras cujo conteúdo representa a sua vida visual, e sua posição e relacionamento com culturas e tradições conflituantes do Oriente e do Ocidente.